# Acta Orientalia Academiae Scientiarum Hungaricae
Acta Orientalia Academiae Scientiarum Hungaricae es una revista académica revisada por pares trimestral que cubre el campo de los estudios orientales. Trata sobre filología, lingüística, literatura e historia turcas, mongolas, manchú-tungusas, chinas, tibetanas, indias, iraníes y semíticas. Fue establecida en 1950 y es publicada por Akadémiai Kiadó. Su editor en jefe actual es Gábor Kósa.

## Índice de citación
La revista está resumida  e indexada en Arts and Humanities Citation Inde, Linguistic Bibliography/Bibliographie Linguistique, Historical Abstracts, MLA International Bibliography y Scopus.